# 청주 충청북도지사 구 관사
청주 충청북도지사 구 관사(淸州 忠淸北道知事 舊 官舍)는 충청북도 청주시 상당구에 있는 일제강점기의 건축물이다. 2007년 9월 21일 대한민국의 국가등록문화재 제353호로 지정되었다. 일제강점기 당시였던 1937년에 충청북도청 본관이 건립됨에 따라, 인접 지역이었던 수동에 지어진 도지사 관사로서 1939년에 완공되어 지금에 이른다. 2010년 충북도청이 해당 관사를 민간에 공개함에 따라 현재는 충북문화관이라는 이름의 복합문화시설로 운영되고 있다.

## 개요
당초 충주에 있던 충청북도청이 1937년 청주로 옮겨지면서 건립됨과 함께 부속 건물로 지어진 해당 건물은 일식과 양식 가옥의 형태가 절충된 가옥으로, 남북으로 긴 형태를 띠고 있다. 목조 구조를 기본 형식으로 하되 전면부의 응접실과 사무공간을 양식으로, 방 등 거주 공간은 일식으로 만들어 절충한 형태로, 인근 청주 문화동 일·양 절충식 가옥과 유사한 절충식 가옥이되 더욱 규모가 큰 형태를 하고 있다. 해당 관사는 1대 윤하영 도지사부터 제14대 김효영 도지사까지 사용하였고, 1969년부터는 해당 건물 뒷편에 신 관사를 지어 제32대 정우택 도지사까지 활용하였다.
민선 5기 당시였던 이시종 지사가 해당 관사를 시민들에게 공개했고, 이에 따라 구 관사는 북카페와 전시관으로, 신 관사는 미술 전시관으로, 관사의 뜰은 야외 공연장과 조각공원으로 활용하여 2012년 9월 6일 '충북문화관'으로 개관했다. 충청북도청에 따르면 충북도지사 관사 시설을 새로이 개관하여 시민들에게 환원한 이후 10년간 연인원 40만명이 충북문화관을 방문했다.

## 같이 보기
- 춘천 강원도지사 구 관사 - 등록문화재로 지정된 도지사의 관사
- 충청남도지사공관 - 테미오래로 단장한 도지사 관사. 전시관 등 문화시설로 개관한 면에서 유사성이 크다.
- 경기도지사 구 관사 - 시민들에게 개방하였으나, 도 행정의 변화로 관사로 돌아간 문화재.

## 참고 자료
- 청주 충청북도지사 구 관사 - 국가유산청 국가유산포털